# Leo Jozef Suenens
Leo Jozef Suenens (Ixelles, 16 de julio de 1904 – Bruselas, 6 de mayo de 1996), (en español: Léon José Suenens; en inglés: Leo Joseph Suenens), fue un cardenal belga que ejerció el ministerio episcopal durante más de 50 años. Fue designado arzobispo y primado de la Iglesia de Bélgica en 1961, y creado cardenal de la Iglesia romana en 1962.

## Biografía
Leo Jozef Suenens fue ordenado presbítero en 1927. Fue vicerrector de la Universidad de Lovaina (1940-1945). Se lo designó obispo titular de Isinda y obispo auxiliar de Malinas el 12 de noviembre de 1945. El 24 de noviembre de 1961 fue designado arzobispo de Malinas y vicario apostólico militar de Bélgica. Casi de inmediato, la arquidiócesis cambió su nombre por el de arquidiócesis de Malinas-Bruselas, el 8 de diciembre de 1961.
Suenens se desempeñó como arzobispo de Malinas-Bruselas (1961-1979) y primado de la Iglesia de Bélgica desde 1961. Creado cardenal por el papa Juan XXIII en el consistorio del 19 de marzo de 1962, desempeñó –en el decir de numerosos analistas y del propio Juan Pablo II– un papel decisivo en el Concilio Vaticano II en representación del sector de los padres conciliares renovadores. Participó en el cónclave de 1963 que eligió al papa Pablo VI. Él lo nombró uno de los cuatro moderadores del Concilio, y tuvo un desempeño decisivo en documentos como Lumen gentium y Gaudium et spes. En 1964, en pleno Concilio Vaticano II, propugnó fuertemente una espiritualidad y sexualidad matrimonial que tuviera por objetivo no solo la procreación, sino también la mutua ayuda de los cónyuges.
Con posterioridad, como miembro de la Comisión pontificia para la revisión del derecho canónico y como presidente de la Conferencia episcopal belga, Suenens defendió con su autoridad y sus escritos al movimiento católico de renovación carismática, lo cual le valió fuertes críticas, ya que la introducción de dicho movimiento protestante al catolicismo dio entrada a especulaciones sobre su relación con la masonería y sus planes de destruir la iglesia a través de este movimiento. En 1968, al igual que el cardenal Franz König de Viena, mantuvo objeciones a la postura de rechazo de la Iglesia católica a la regulación de la natalidad por métodos anticonceptivos, oficializada por Pablo VI en la encíclica Humanae vitae. Mantuvo posiciones críticas a la Curia romana, sin convertirse por ello en heterodoxo.
En 1976, Suenens recibió el Premio Templeton para el progreso de la religión. Participó en los dos cónclaves de 1978, y se difundió su agradecimiento a Juan Pablo I por haber aceptado su elección. Su postura a favor del ecumenismo fue manifiesta. El ecumenismo, la Virgen María y la renovación carismática católica, fueron probablemente los tres temas que más marcaron su obra. En 1979, presentó la dimisión a sus cargos por su edad al papa Juan Pablo II. Fue una de las figuras más emblemáticas de la Iglesia belga y europea del siglo XX.
Su cuerpo descansa en la Cripta de los Arzobispos de la Catedral de San Rumoldo de Malinas.

## Obras
Algunas obras editadas en español son:
- Suenens, Léon Joseph (1977). Amor cristiano y sexualidad hoy. Ediciones San Pablo. ISBN 978-84-285-0655-7.
- — (1998). Balduino, el secreto del rey. Espasa-Calpe. ISBN 978-84-239-9660-5.
- — (1997). Balduino: el secreto del Rey. Espasa-Calpe. ISBN 978-84-239-2280-2.
- — (1970). La corresponsabilidad en la Iglesia de hoy. Editorial Desclée de Brouwer. ISBN 978-84-330-0237-2.
- — (1970). ¿Cristianismo sin Cristo?. Ediciones San Pablo. ISBN 978-84-285-0114-9.
- — (1999). El cristiano en el umbral de los nuevos tiempos. Editorial Cultural y Espiritual Popular. ISBN 978-84-7050-555-3.
- — (2004). De la vida a la Vida. Editorial Cultural y Espiritual Popular. ISBN 978-84-7050-809-7.
- — (1979). Ecumenismo y renovación carismática. Editorial Roma. ISBN 978-84-356-0217-4.
- — (2007). Edel Mary Quinn: una heroína del apostolado. Editorial El Perpetuo Socorro. ISBN 978-84-284-0683-3.
- — (1981). Edel Mary Quinn. Editorial Verbo Divino. ISBN 978-84-7151-083-9.
- — (2010). El Espíritu Santo, aliento vital de la Iglesia. Editorial Cultural y Espiritual Popular. ISBN 978-84-9925-008-3.
- — (2011). El Espíritu Santo, aliento vital de la Iglesia. Editorial Cultural y Espiritual Popular. ISBN 978-84-9925-048-9.
- — (2000). Un hombre enviado por Dios: discurso de apertura de la 2ª sesión del Concitio Vaticano II, en memoria de Juan XXIII, extracto de la versión en inglés y nota biográfica. Señoran-Altable Blakebrough, Denise. ISBN 978-84-930120-1-4.
- — (1965). La Iglesia en Estado de misión. Editorial Desclée de Brouwer. ISBN 978-84-330-0254-9.
- — (2003). Los imprevistos de Dios. Editorial Cultural y Espiritual Popular. ISBN 978-84-7050-764-9.
- — (1976). Un nuevo Pentecostés. Editorial Desclée de Brouwer. ISBN 978-84-330-0526-7.
- — (2004). Presentación del Rosario Fiat: actuar con nuestra oración. Editorial Cultural y Espiritual Popular. ISBN 978-84-7050-788-5.
- — (1967). Un problema crucial: amor y dominio de sí mismo. Editorial Desclée de Brouwer. ISBN 978-84-330-0035-4.
- — (1966). Promoción apostólica de la religiosa en el mundo de hoy. Editorial Desclée de Brouwer. ISBN 978-84-330-0255-6.
- — (1962). ¿Qué es el rearme moral?. Editorial Desclée de Brouwer. ISBN 978-84-330-0127-6.
- — (2000). Recuerdos y esperanzas. Editorial Cultural y Espiritual Popular. ISBN 978-84-7050-605-5.
- — (1980). Renovación en el espíritu y servicio del hombre. Editorial Roma. ISBN 978-84-356-0248-8.
- — (1983). Renovación y poder de las tinieblas. Secretariado Trinitario (Salamanca). ISBN 978-84-85376-42-1.
- — (2004). Teología del apostolado de la Legión de María. Editorial El Perpetuo Socorro. ISBN 978-84-284-0645-1.
- — (1964). Teología del apostolado de la legión de María. Editorial Desclée de Brouwer. ISBN 978-84-330-0146-7.
- Suenens, Léon Joseph [et al.] (1970). ¿Está en crisis la fe de los cristianos?. Ediciones San Pablo. ISBN 978-84-285-0106-4.